# Moacyr Scliar
Moacyr Jaime Scliar (Porto Alegre, 23 de marzo de 1937 - Porto Alegre, 27 de febrero de 2011) fue un escritor y médico brasileño. En su obra predominan las cuestiones sociales urbanas de Brasil, la identidad judía y el mundo de la medicina.

## Biografía
Hijo de José y Sara Scliar, Moacyr nació en Bom Fim, barrio que concentra a la comunidad judía de Porto Alegre. Su madre eligió su nombre por Moacir, hijo de Iracema, en la famosa novela homónima de José de Alencar. En 1963 se recibió de médico en la Universidad Federal de Río Grande del Sur, y se especializó en salud pública. Fue docente en la Universidad Federal de Ciencias de la Salud de Porto Alegre y dictó clases en la Universidad de Brown y en la Universidad de Texas.
Scliar publicó más de setenta libros, entre crónicas, cuentos, ensayos, novelas y literatura infantil. Su estilo leve e irónico le garantizó un amplio público de lectores. Recibió varios premios literarios, entre ellos el Premio Jabuti en tres ocasiones: O olho enigmático, en 1988; Sonhos Tropicais, en 1993 y Manual da Paixão Solitária, en 2009. También el Premio Casa de las Américas,  por A orelha de Van Gogh, y el premio de la Asociación Paulista de Críticos de Arte (APCA), ambos en 1989. 
Fue colaborador de Folha de São Paulo, entre otros medios de prensa. En 2003 fue elegido para ocupar un sillón de la Academia Brasileña de Letras.
Sus obras frecuentemente abordan la inmigración judía en Brasil, entre otros temas como el socialismo, la medicina y la vida de clase media. Han sido traducidas a varios idiomas.
En 2002 protagonizó una polémica con el escritor canadiense Yann Martel, cuya novela La vida de Pi, vencedora del Premio Booker, fue acusada de ser un plagio de su novela Max e os felinos. El escritor gaúcho manifestó que la prensa no manejó correctamente la información, ya que nunca tuvo la intención de demandar al escritor canadiense.
Entre sus obras más importantes figuran A orelha de Van Gogh, Sonhos Tropicais, O Ciclo das Águas, A Estranha Nação de Rafael Mendes, O Exército de um Homem Só y O Centauro no Jardim, este último incluido en la lista de los 100 mejores libros de temática judía de los últimos 200 años, confeccionada por el National Yiddish Book Center de Estados Unidos.

## Obras adaptadas al cine
En 1998, su novela Um Sonho no Caroço do Abacate fue adaptada al cine, con el título Caminho dos Sonhos, con la dirección de Lucas Amberg. La película narra la historia del hijo de una pareja de inmigrantes judíos lituanos que se establece en el barrio de Bom Retiro, en São Paulo, en la década de los sesenta. El joven Mardo (Edward Boggiss) se enamora de Ana (Taís Araújo), una estudiante negra. Los jóvenes encuentran en el amor la fuerza y la determinación para enfrentarse a la discriminación en la escuela donde estudian y a los prejuicios entre ambas familias que su relación despertaba.
En 2002, la novela Sonhos Tropicais fue adaptada al cine bajo la dirección de André Sturm, con Carolina Kasting, Bruno Giordano, Flávio Galvão, Ingra Liberato y Cecil Thiré en el elenco. La película cuenta el combate contra la fiebre amarilla en Río de Janeiro, comandado por el médico sanitario Oswaldo Cruz, y la resistencia de la población a la vacunación obligatoria, que culminó en la llamada Revuelta de la Vacuna. En forma paralela, se narra la historia de una joven judía polaca, que inmigra a Brasil en busca de una vida mejor, pero acaba prostituyéndose.

## Obra

### Cuentos
- O carnaval dos animais. Porto Alegre, Movimento, 1968.
- A balada do falso Messias. São Paulo, Ática, 1976.
- Histórias da terra trêmula. São Paulo, Escrita, 1976.
- O anão no televisor. Porto Alegre, Globo, 1979.
- Os melhores contos de Moacyr Scliar. São Paulo, Global, 1984.
- Dez contos escolhidos. Brasília, Horizonte, 1984.
- O olho enigmático. Rio, Guanabara, 1986.
- A orelha de Van Gogh, 1988.
- Contos reunidos. São Paulo, Companhia das Letras, 1995.
- O amante da Madonna. Porto Alegre, Mercado Aberto, 1997.
- Os contistas. Rio, Ediouro, 1997.
- Histórias para (quase) todos os gostos. Porto Alegre, L&PM, 1998.
- Pai e filho, filho e pai. Porto Alegre, L&PM, 2002.
- Histórias Que Os Jornais Não Contam. Río de Janeiro, Agir, 2009."lágrimas congeladas ".Río de Janeiro, Agir, 2008

### Novelas
- Histórias de Médicos em Formação, 1962.
- A guerra no Bom Fim. Rio, Expressão e Cultura, 1972. Porto Alegre, L&PM.
- O exército de um homem só. Rio, Expressão e Cultura, 1973. Porto Alegre, L&PM.
- Os deuses de Raquel. Rio, Expressão e Cultura, 1975. Porto Alegre, L&PM.
- O ciclo das águas. Porto Alegre, Globo, 1975; Porto Alegre, L&PM, 1996.
- Mês de cães danados. Porto Alegre, L&PM, 1977.
- Doutor Miragem. Porto Alegre, L&PM, 1979.
- Os voluntários. Porto Alegre, L&PM, 1979.
- O centauro no jardim. Rio, Nova Fronteira, 1980. Porto Alegre, L&PM.
- Max e os felinos. Porto Alegre, L&PM, 1981.
- A estranha nação de Rafael Mendes. Porto Alegre, L&PM, 1983.
- Cenas da vida minúscula. Porto Alegre, L&PM, 1991.
- Sonhos tropicais. São Paulo, Companhia das Letras, 1992.
- A majestade do Xingu. São Paulo, Companhia das Letras, 1997.
- A mulher que escreveu a Bíblia. São Paulo, Companhia das Letras, 1999.
- Os leopardos de Kafka. São Paulo, Companhia das Letras, 2000.
- Na Noite do Ventre, o Diamante. Río de Janeiro: Ed. Objetiva, 2005.
- Ciumento de carteirinha Editora Ática, 2006.
- Os Vendilhões do Templo Companhia das Letras, 2006.
- Manual da Paixão Solitária. São Paulo: Companhia das Letras, 2008.
- Eu vos abraço, milhões. São Paulo: Companhia das Letras, 2010.

### Literatura infantil y juvenil
- Cavalos e obeliscos. Porto Alegre, Mercado Aberto, 1981; São Paulo, Ática, 2001.
- A festa no castelo. Porto Alegre, L&PM, 1982.
- Memórias de um aprendiz de escritor. São Paulo, Cia. Editora Nacional, 1984.
- No caminho dos sonhos. São Paulo, FTD, 1988.
- O tio que flutuava. São Paulo, Ática, 1988.
- Os cavalos da República. São Paulo, FTD, 1989.
- Pra você eu conto. São Paulo, Atual, 1991.
- Uma história só pra mim. São Paulo, Atual, 1994.
- Um sonho no caroço do abacate. São Paulo, Global, 1995.
- O Rio Grande farroupilha. São Paulo, Ática, 1995.
- Câmera na mão, o Guarani no coração. São Paulo, Ática, 1998.
- A colina dos suspiros. São Paulo, Moderna, 1999.
- Livro da medicina. São Paulo, Companhia das Letrinhas, 2000.
- O mistério da Casa Verde. São Paulo, Ática, 2000.
- O ataque do comando P.Q. São Paulo, Ática, 2001.
- O sertão vai virar mar. São Paulo, Ática, 2002.
- Aquele estranho colega, o meu pai. São Paulo, Atual, 2002.
- Éden-Brasil. São Paulo, Companhia das Letras, 2002.
- O irmão que veio de longe. Idem, idem.
- Nem uma coisa, nem outra. Rio, Rocco, 2003.
- Aprendendo a amar - e a curar. São Paulo, Scipione, 2003.
- Navio das cores. São Paulo, Berlendis & Vertecchia, 2003.
- Livro de Todos - O Mistério do Texto Roubado. São Paulo, Imprensa Oficial do Estado de São Paulo, 2008. Obra colectiva (Moacyr Scliar y varios autores)

### Crónicas
- A massagista japonesa. Porto Alegre, L&PM, 1984.
- Um país chamado infância. Porto Alegre, Sulina, 1989.
- Dicionário do viajante insólito. Porto Alegre, L&PM, 1995.
- Minha mãe não dorme enquanto eu não chegar. Porto Alegre, L&PM, 1996. Artes e Ofícios, 2001.
- O imaginário cotidiano. São Paulo, Global, 2001.
- A língua de três pontas: crônicas e citações sobre a arte de falar mal. Porto Alegre.

### Ensayos
- A condição judaica. Porto Alegre, L&PM, 1987.
- Do mágico ao social: a trajetória da saúde pública. Porto Alegre, L&PM, 1987; SP, Senac, 2002.
- Cenas médicas. Porto Alegre, Editora da Ufrgs, 1988. Artes&Ofícios, 2002.
- Enígmas da Culpa. São Paulo, Objetiva, 2007.

## Traducciones al español
- El centauro en el jardín, Madrid, Swan, 1985
- El ejército de un hombre solo, Buenos Aires, Contexto, 1988; Bogotá, Tercer Mundo, 1988; Santiago, LOM, 2002; México, Alfaguara, 2005
- La extraña nación de Rafael Mendes, Barcelona, Circe, 1988
- Un seder para nuestros días, Buenos Aires, Shalom, 1988
- La oreja de Van Gogh, La Habana, Casa de las Américas, 1989
- La mujer que escribió la Biblia, Buenos Aires, Alfaguara, 1999; Barcelona, Alfaguara, 2001
- El hermano que vino de lejos, México, SEP, 2003
- Max y los felinos, Barcelona, Ediciones B, 2006
- La colina de los suspiros, Bercelona, Ediciones B, 2008
- Los leopardos de Kafka, Barcelona, Rayo Verde, 2012

## Premios
- Premio Jabuti de Literatura, 1988, categoría Cuentos, Crónicas y Novelas
- Premio APCA, 1989, categoría Literatura
- Premio Casa de las Américas, 1989, categoría Cuento
- Premio Jabuti de Literatura, 1993, categoría Novela
- Premio Jabuti de Literatura, 2009, categoría Novela